# سهراب اعظم زنگنه
سهراب اعظم زنگنه (زاده ۱۳۰۱ در تهران – فوت ۱۹ اسفند ۱۳۶۰ در تهران) از اعضای برجسته و فعال سیاسی ایران بود. او یکی از شخصیت‌های برجسته و تأثیرگذار در دوران پهلوی بود و در حوزه سیاست، فرهنگ و ادبیات فعالیت داشت
این حزب، در ترویج ایدئولوژی و پان‌ایرانیسم و سازماندهی فعالیت‌های سیاسی حزب نقش داشته است. وی تلاش کرد تا اهداف اصلی حزب یعنی مبارزه با استثمار، استبداد و استعمار را ترویج کند و اعضای حزب را برای دستیابی به این اهداف تحریک کند.
سهراب اعظم زنگنه به عنوان یکی از شخصیت‌های برجسته حزب پان‌ایرانیست، مواضع تحلیلی و سیاسی متعددی داشته است. دیدگاه‌های او دربارهٔ مسائل داخلی و خارجی ایران، آینده‌ای که برای این کشور پیش‌بینی می‌کرده، و راهکارهایی که برای حل مشکلات مطرح شده ارائه می‌داد به شدت مورد توجه و بررسی بوده است.
از زمان انقلاب ۱۳۵۷ و تداوم پایداری حزب پان‌ایرانیست، سهراب اعظم زنگنه همچنان در برخی از فعالیت‌های سیاسی، فرهنگی و اجتماعی داخل و خارج از ایران دخیل بوده و تلاش می‌کند تا اهداف ایدئولوژیک حزب را به عمل بیاورد.